# When a Man Loves (film 1927)
When a Man Loves è un film del 1927 diretto da Alan Crosland.

## Trama
Fabien des Grieux, un ricco nobile che studia per il sacerdozio, abbandona la sua vocazione nella Francia del XVIII secolo quando si innamora di Manon Lescaut, una bella cortigiana.
Però si innamora di lei, ricambiato, quando Manon, giovane ed ingenua, non era ancora inserita negli ambienti di corte, ma era semplicemente la sorella minore dell'unico membro della sua famiglia ancora in vita, l'avido ed insensibile André Lescaut - una delle guardie del re -, che l'aveva dapprima destinata al convento, salvo poi "venderla", per una cospicua quantità di denaro, al facoltoso aristocratico Guillot de Morfontaine, prefetto di polizia, conoscente diretto del re, e decisamente più vecchio di lei.
Manon riesce inizialmente a sottrarsi alla grottesca unione con l'anziano cortigiano, e vive insieme a Fabien in una modesta camera d'affitto a Parigi, fino a quando il fratello non la scova e la riconduce nel sontuoso palazzo di de Morfontaine. Qui Manon non appare insensibile agli agi, ai gioielli e ai vestiti sontuosi di cui  Morfontaine la dota, e ne diviene verosimilmente l'amante. Dopo alterne vicende, al termine delle quali la donna si riunisce al suo primo amore, la medesima attrazione per lo sfarzo continua a manifestarsi in Manon, questa volta alle spese della famiglia dei des Grieux.
In un ricevimento a corte, lo stesso re Luigi si invaghisce di Manon, ma poi, sentito il parere dei suoi consiglieri, la riaffida alle cure di Morfontaine. Costui, stancatosi di Manon, la condanna ad essere deportata in una colonia penale in Louisiana insieme ad altre criminali, in maggior parte prostitute. Fabien des Grieux si introduce allora come clandestino sull'imbarcazione, e nel corso della traversata atlantica incita i prigionieri relegati in sentina nella galera della nave a liberarsi e ammutinarsi. Già in vista della costa americana, mentre i galeotti prendono violentemente possesso del bastimento, - essendo gli esiti incerti per quanto riguarda l'incolumità delle prigioniere - Manon e des Grieux preferiscono calare una scialuppa ed imbarcarsi su di essa, remando verso quello che ritengono finalmente essere il continente della libertà.

## Produzione
Il film venne girato completamente in interni, ai Warner Brothers Burbank Studios, al 4000 di Warner Boulevard a Burbank (California, USA).
Ebbe il titolo provvisorio di "Manon Lescaut", ma venne modificato per non creare confusione con un'altra pellicola dallo stesso titolo, prodotta dalla Ufa e distribuita nelle sale statunitensi nel novembre 1926.
Alla fine del film, dopo la scritta "The End", l'intera Vitaphone Symphony Orchestra e il suo direttore (Herman Heller) appaiono sullo schermo, in primo piano, per 15 secondi.
John Barrymore e Dolores Costello si sposarono l'anno successivo l'uscita del film.
Nel 2006 il film è stato restaurato congiuntamente dall'UCLA Film and Television Archive (che aveva nei suoi archivi una copia della stampa ed una della colonna sonora) e dal George Eastman House International Museum of Photography and Film (che ha fornito alcuni elementi dell'immagine); è stato quindi trasmesso sul canale TCM (Turner Classic Movies) nel 2006 con una durata complessiva di 111 minuti più un minuto extra per i crediti di restauro.
Nel 2009 venne pubblicato in DVD dalla Warner Archive ma con la copertina non corretta: la foto sul fronte è infatti tratta dal film The Beloved Rogue (1927), anch'esso diretto da Crosland e interpretato fra gli altri da John Barrymore.

## Distribuzione
Il film ebbe la sua prima a New York il 3 febbraio 1927; venne distribuito nelle sale americane dalla Warner Bros. il 21 agosto successivo.
In Italia non venne mai distribuito.